# Petrosavia amamiensis
Petrosavia amamiensis, vrsta jednosupnica iz porodice Petrosaviaceae. Opisana je 2021.

## Opis
Petrosavia amamiensis (porodica Petrosaviaceae) opisana je kao nova vrsta s otoka Amami-Oshima, prefektura Kagoshima, Japan. Biljke su prethodno identificirane kao P. sakuraii. Cvjetovi P. amamiensis autonomno su samooplodni na početku cvjetanja, dok su oni P. sakuraii samooplodni u kasnijoj fazi cvjetanja. Petrosavia amamiensis ima kraću nadzemnu stabljiku, kraće internodije, cvat s gušćim cvjetovima i sitnije sjemenke od P. sakuraii. Štoviše, plastidna i nuklearna DNA uvelike se razlikuju između P. amamiensis i P. sakuraii.